# Peter Olayinka
Peter Olayinka Oladeji (* 18. November 1995 in Ibadan) ist ein nigerianischer Fußballspieler auf der Position des Stürmers. Aktuell steht er bei FK Roter Stern Belgrad unter Vertrag.

## Karriere

### Verein
Peter Olayinka begann in der Jugend des Clubs 36 Lion FC, aus Lagos, mit dem Fußballspielen. 2012 wechselte er zum Club KS Bylis Ballsh in die erste albanische Liga. In zwei Spielzeiten kam er auf insgesamt 14 Ligaeinsätze in der Herrenmannschaft. Zwischenzeitlich wurde er ein Jahr lang an Yenicami Ağdelen in Nordzypern verliehen. Dort erzielte er in 21 Ligaspielen acht Tore.
Nach dem Leihende wechselte Olayinka zum Ligakonkurrenten KF Skënderbeu Korça. Mit der Mannschaft wurde er 2015 und 2016 zweimal in Folge albanischer Meister. In 33 Ligaspielen erzielte er insgesamt 16 Tore und war auch im albanischen Ligapokal als Torschütze erfolgreich. Nach zwei Jahren in Korça wechselte er zum KAA Gent in die erste belgische Liga. Dort verbrachte er insgesamt zwei Jahre, in denen er jeweils für ein Jahr, zuerst an den FK Dukla Prag nach Tschechien, und dann an den Ligakonkurrenten SV Zulte Waregem verliehen wurde. So stand er in der Liga kein einziges Mal für Gent auf dem Platz. Mit Prag wurde er am Ende der Saison 2016/17 Dritter in der ersten tschechischen Liga. In 29 Ligaspielen erzielte er sechs Tore. Mit dem SV Zulte Waregem wurde er am Ende der Saison 2017/18 Neunter. 
Nachdem auch diese Leihe geendet hatte, verpflichtete der tschechische Erstligist Slavia Prag den Stürmer für eine Ablöse von 3,2 Mio. €. Seine erste Spielzeit mit Prag endete mit dem Tschechischen Meistertitel. Mit Slavia trat Olayinka seit seinem Weggang vom KF Skënderbeu in der Europa League erstmals seit 2016 wieder auf internationaler Bühne auf. Durch den Meistertitel nimmt er mit Prag in der Saison 2019/20 an der Champions League teil. Im Auftaktspiel der Gruppe F erzielte er beim 1:1 gegen Inter Mailand sein erstes Champions-League-Tor.
Im Juli 2023 wechselte Olayinka nach mehreren erfolgreichen Jahren in Tschechien ablösefrei zu Roter Stern Belgrad nach Serbien.

### Nationalmannschaft
Olayinka durchlief keine der Jugendmannschaften seines Heimatlandes. Aufgrund seines langen Aufenthalts in Albanien gibt es immer wieder Bestrebungen ihn in die albanische Nationalmannschaft zu berufen, wozu Olayinka auch bereit wäre, sollte er den albanischen Pass erhalten.
Im September 2019 wurde er jedoch für ein internationales Freundschaftsspiel zwischen Nigeria und Brasilien nominiert.